# 王道行 (嘉慶進士)
王道行，清朝政治人物、進士出身。

## 生平
嘉慶十三年，登進士，改庶吉士，嘉慶十四年，授翰林院檢討。